# Stellan Engholm
Stellan Engholm (25 mars 1899 - 25 janvier 1960) est un auteur espérantiste suédois.

## Biographie
Stellan Engholm nait le 25 mars 1899 à Stockholm, en Suède. Sa mère est Matilda Norman, originaire de la région du Bergslagen. Après la mort tôtive de son père, sa mère se remarie, repart dans le Bergslagen. Son fils travaille et reste auprès de son oncle de 70 ans. Entre 1916 et 1920, il fréquente des séminaires à Strängnäs, dans le Södermanland, puis travaille comme enseignant dans les écoles du Bergslagen, puis autour de la ville de Ludvika, dans la Dalécarlie. C’est à l’âge de 14 ans qu’il écrit son premier poème en suédois. En 1918, il rencontre le poète prolétaire Dan Andersson, qui aura une influence importante sur lui. En 1922, il épouse Olga Westerberg et s’installe dans le village de Nyberget, près de Falun, dans la Dalécarlie. Il meurt le 25 janvier 1960, sans enfant.
Il apprend l’espéranto en 1920 et commence à s’impliquer dans le mouvement en 1927. En 1930, il publie sa nouvelle originale Al Torento, dont l’intrigue prend lieu dans la ville industrielle fictionnelle de Torento. En 1931, il remporte le concours de roman de Literatura Mondo, grâce à son roman Homoj sur la tero. Il écrit ensuite une trilogie sur Torento : deux volumes nommés Infanoj en Torento et Vivo vokas.

## Œuvres

### Originales
- (eo) Al Torento, 1930
- (eo) Homoj sur la tero, 1932
- (eo) Infanoj en Torento, vol. 1, 1934
- (eo) Infanoj en Torento, vol. 2, 1939
- (eo) Maljunulo migras, 1943
- (eo) Vivo vokas, 1946
- (eo) La lupo sur Kapitolo, 1997

### Traduction
- (eo) Andrée S. A. k. a., Per balono al la poluso, 1930
- (eo) Selma Lagerlöf, La mono de sinjoro Arne, 1933
- (eo) Selma Lagerlöf, Gösta Berling, 1934
- (eo) Selma Lagerlöf, La ringo de la generalo, 1938
- (eo) Folke Bernadotte, La fino: miaj humanecaj intertraktoj en Germanujo printempe 1945 kaj iliaj politikaj sekvoj, 1945
- (eo) Ericson E., Karlskoga: Urbo fariĝanta, 1945